# Ocyptamus scutellatus
Ocyptamus scutellatus là một loài ruồi trong họ Ruồi giả ong (Syrphidae). Loài này được Loew miêu tả khoa học đầu tiên năm 1866. Ocyptamus scutellatus phân bố ở vùng Tân Nhiệt đới